# Trochocyathus laboreli
Espèce
Statut CITES
Trochocyathus laboreli est une espèce de coraux appartenant à la famille des Caryophylliidae. Selon la base de données WoRMS, Trochocyathus laboreli fait partie du sous-genre Trochocyathus (Trochocyathus)  Milne Edwards & Haime, 1848.